# ورزشگاه مرکزی حصار
ورزشگاه مرکزی حصار یک ورزشگاه چندمنظوره است که در شهر حصار در کشور تاجیکستان جای گرفته است. هم اینک ورزشگاه بیشتر برای دیدارهای فوتبال بکار گرفته می‌شود و گنجایشی برابر با ۲۰٬۰۰۰ نفر دارد. این ورزشگاه هم‌اکنون ورزشگاه خانگی تیم ملی فوتبال تاجیکستان و باشگاه فوتبال برقچی است.